# Lövtjärnen (Ljusdals socken, Hälsingland)
Lövtjärnen är en sjö i Ljusdals kommun i Hälsingland och ingår i Delångersåns huvudavrinningsområde.